# Polygala lindheimeri
Polygala lindheimeri là một loài thực vật có hoa trong họ Polygalaceae. Loài này được A. Gray miêu tả khoa học đầu tiên năm 1850.